# Bromo

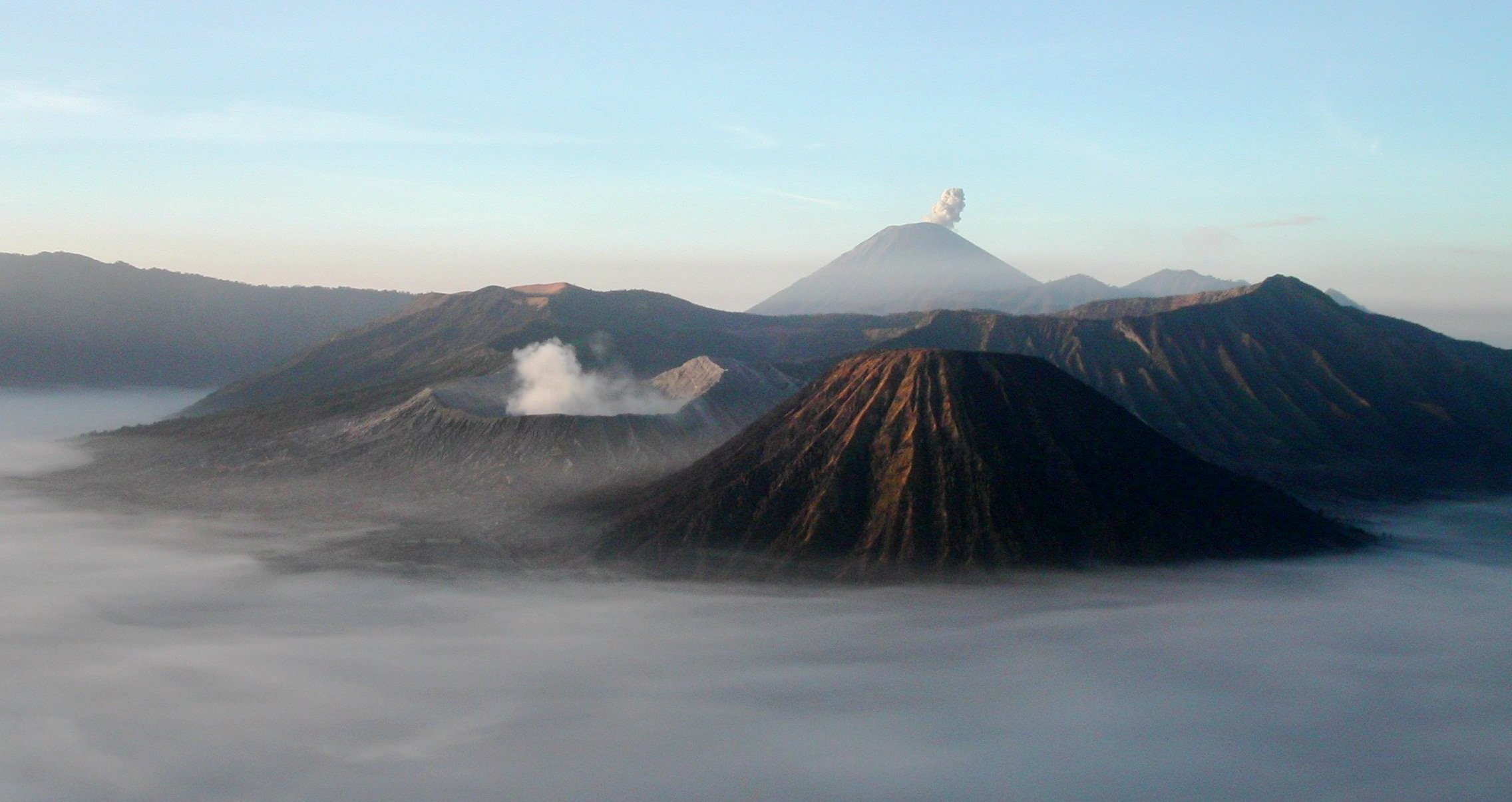
Cei trei vulcani din Tengger

Vulcanul Bromo, este unul dintre vulcanii activi ai indoneziei. Este situat în partea de est a insulei Java 7°56′24″S, 112°57′00″E, la 145 de km de Surabaya, în regiunea Probolinggo, în centrul masivului Tengger,are o înălțime de 2392 m și lățimea craterului este de 700m. Este înconjurat de alti doi vulcani Kursi( 2581) și Batok (2440) , iar la sud este vulcanul Semeru (3676m) (foto stânga, Semeru fumegând), fiind cel mai înalt vârf din Java, și fac parte din Parcul Național Bromo-Tengger-Semeru. Chiar dacă Bromo nu este cel mai înalt vulcan din acest complex, este cel mai cunoscut, și de multe ori, întreaga regiune este cunoscută sub denumirea de "Bromo".

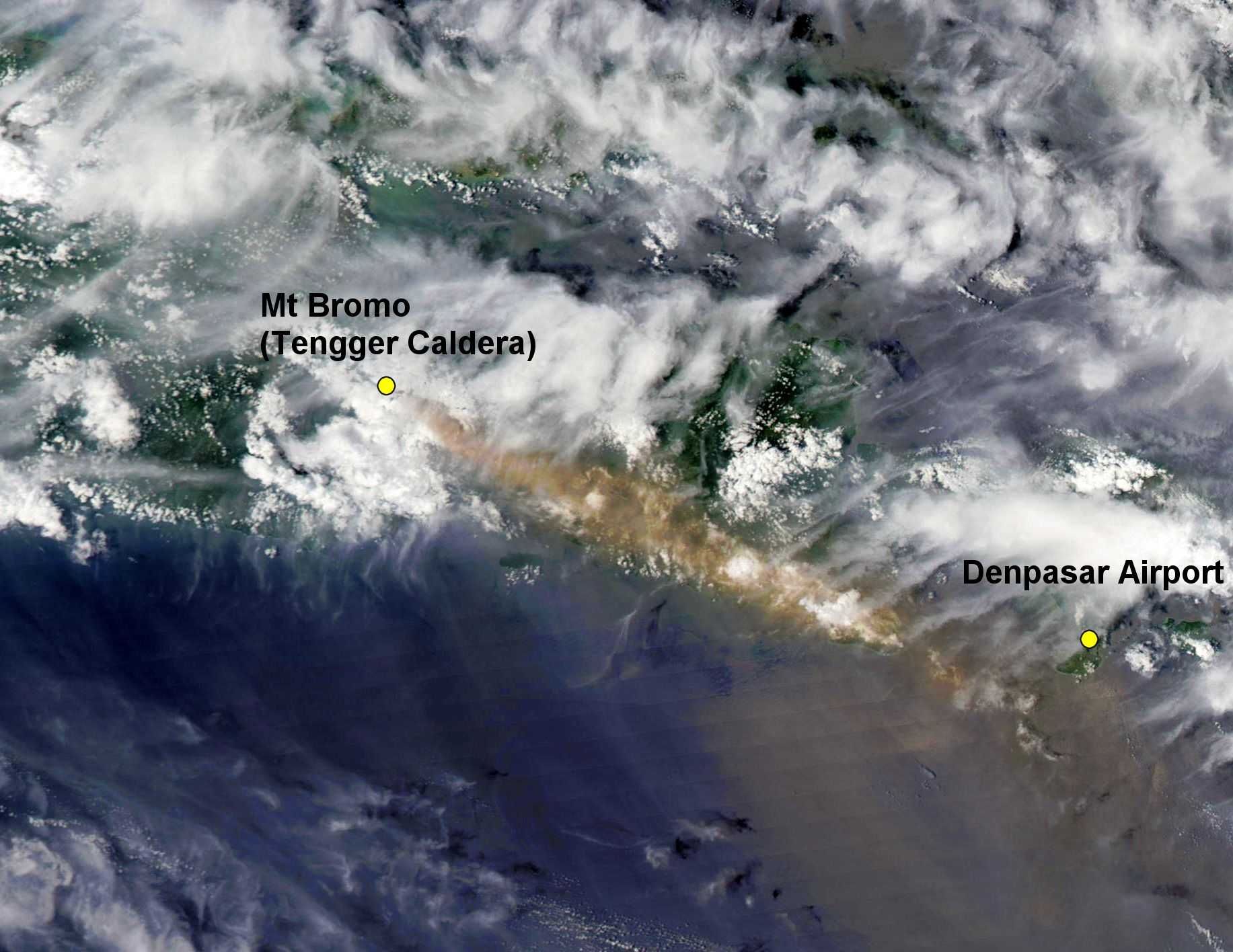
Vulcanul Bromo (imagine NASA)

Înainte, a fost un singur vulcan imens Tengger, în urmă cu milioane de ani, iar după erupție, s-a format o "mare" de nisip vulcanic și au apărut trei vulcani mai mici Bromo, Kursi( în indonezină "scaun"), Batok (în indoneziană "piatră"). Marea de nisip cu un diametru de 10 km, a fost strict protejată de lege încă din 1919. Cel mai spectaculos rămâne Bromo prin activitatea sa și prin răsăriturile unice pe care le oferă. Bromo este unul dintre vulcanii venerați din Indonezia la care în fiecare an se aduc ofrande zeului vulcanului în ceremonia Kasada.

## Ceremonia Kasada
În fiecare an , în a 14-a zi a lunii Kasada, din calendarul Tegger, localnicii ținutului, aduc orez, fructe, legume și flori în craterul Bromo, ca ofrande pentru a venera zeul vulcanului.
Legenda vulcanului Bromo spune că pe vremea imperiului Majapahit, regele și regina ținutului nu puteau avea copii, și au urcat pe munte cerând ajutorul zeului muntelui Bromo, Hyang Widi Wasa. Acesta le-a spus că le va îndeplinii dorința cu condiția ca ultimul copil născut de ei, să fie sacrificat în craterul vulcanului. Cuplul a avut 25 de copii, dar a refuzat să sacrifice pe ultimul și zeul s-a răzbunat aruncând cu pietre și foc. Până la urmă aceștia s-au supus și l-au aruncat pe fiul lor în crater. Din creter s-a auzit vocea baiatului care le spunea localnicilor să aducă ofrande în memoria s-a în fiecare an, în a 14-a zi a lunii Kasada, când luna este pe "jumatate".
Ceremonia începe cu spectacole de balet și teatru specific javanez, apoi aducerea ofrandelor la munte.

## Activitatea vulcanului
2004, 2000, 1995, 1984, 1983, 1980, 1972, 1956, 1955, 1950, 1948, 1940, 1939, 1935, 1930, 1929, 1928, 1922, 1921, 1915, 1916, 1910, 1909, 1907, 1908, 1907, 1906, 1907, 1896, 1893, 1890, 1888, 1886, 1887, 1886, 1885, 1886, 1885, 1877, 1867, 1868, 1866, 1865, 1865, 1860, 1859, 1858, 1858, 1857, 1856, 1844, 1843, 1843, 1835, 1830, 1830, 1829, 1825, 1822, 1823, 1820, 1815, 1804, 1775 și 1767.

## Galeria de imagini

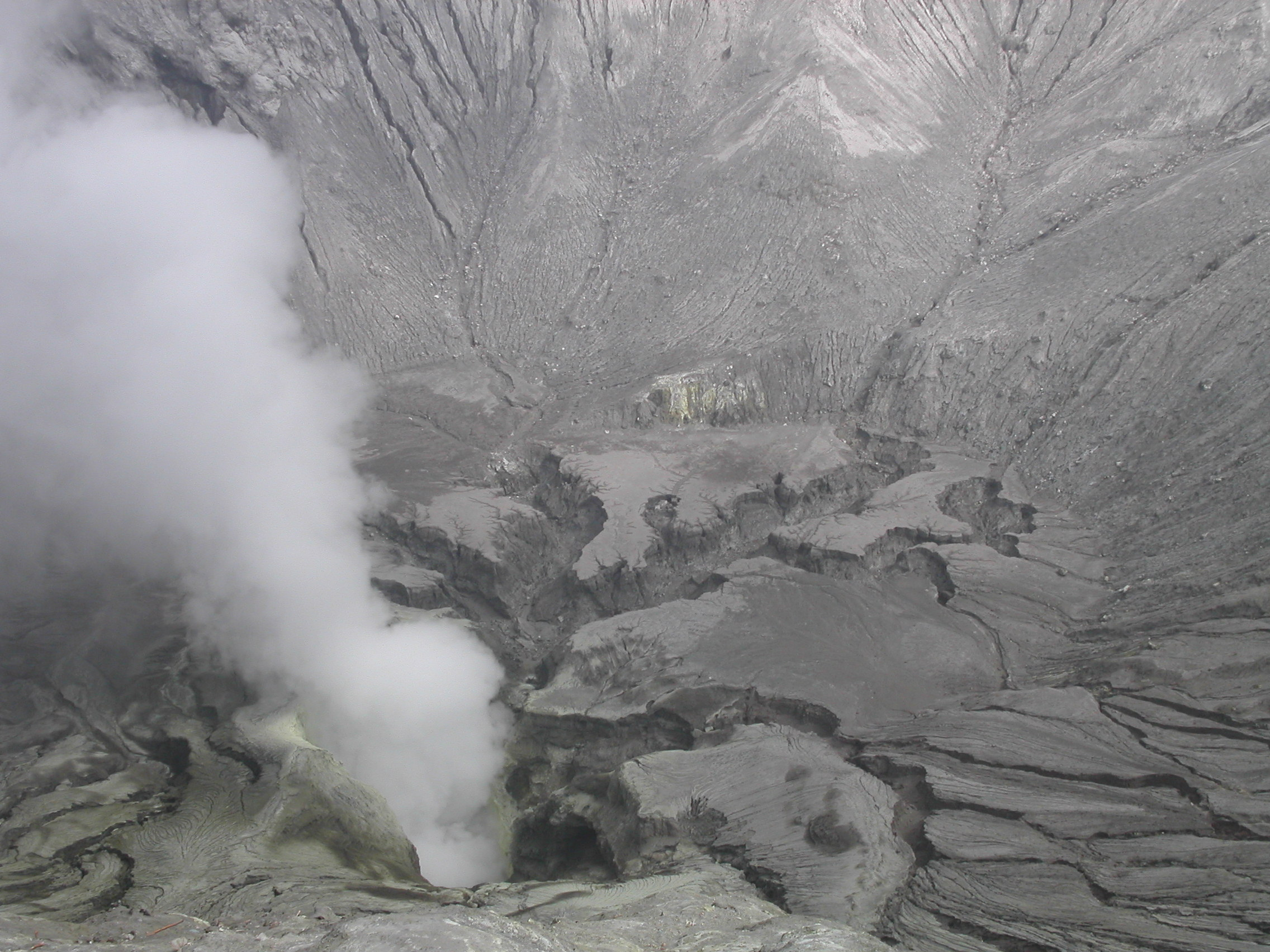
Craterul vulcanului Bromo cu emanatii de gaze.
Vulcanul Bromo (craterul mare în stânga), in fundal se poate observa erupţia vulcanului Semeru.
Bromo- emanaţii de gaze albe.